# Boros Gábor (filozófiatörténész)
Boros Gábor (Tata, 1959. július 13. –) Széchenyi-díjas filozófiatörténész, az MTA doktora. 2020-ig az ELTE BTK Újkori és Jelenkori Filozófiai Tanszék egyetemi tanára, 2007-2019 között az ELTE Filozófiatudományi Doktori Iskola törzstagja, öt éven át vezetője is volt. 2015-2018 között tudományos dékánhelyettesként is tevékenykedett. 2018 óta a KRE BTK Szabadbölcsészet Tanszékének, illetve a Benda Kálmán Szakkollégium Filozófia és Vallástudomány Műhelyének vezetője.

## Életpályája
Id. Boros Gábor és Gál Vilma házasságából született. Felsőfokú tanulmányokat az Eötvös Loránd Tudományegyetemen folytatott filozófia-magyar szakon (1979–1984). A végzés után három évig TMB-ösztöndíjas volt az ELTE II. sz. Filozófia Tanszékén, majd kinevezték tanársegédnek, később adjunktusnak az ELTE Filozófiatörténet Tanszékre, ahol hamarosan újjászervezte a középkori filozófia oktatását.
1990-ben védte meg filozófiatudományból kandidátusi disszertációját, ezt követően docensi beosztásba került. 1993-ban megszervezte az egyetemi Spinoza-kört,  majd ennek nyomán azt a 17. századi kutatócsoportot, amelyet több ciklusban is támogattak a fő hazai kutatásfejlesztési alapítványok.
1998-ban habilitált, 2003-ban védte meg MTA doktori disszertációját, filozófiatudományból. 2006 szeptember 1. óta egyetemi tanári beosztásban dolgozik, fél évig (1995/96. 1. félév) az ELTE BTK Logika Tanszékét vezette, 2000. szeptemberétől 2012-ig volt az Újkori és Jelenkori Filozófia Tanszék tanszékvezetője.
1994–1997 között a Miskolci Egyetem Filozófiatörténet Tanszékén, 2001-2011 között pedig a Szegedi Tudományegyetem Filozófia Tanszékén is tanított. A doktori iskolákban témavezetése alatt 7 fő érte el a PHD fokozatot (2022).

## Kutatási és oktatási területe
A 17. század filozófiája, filozófusok (René Descartes, Baruch Spinoza), s az érzelmek szerepe filozófiai nézőpontból az etikában, a politikában és a művészetekben. A 17-18. századi filozófia története; az érzelmek filozófiája körében Magyarországon úttörő jelleggel tart kurzusokat. A filozófiai hermeneutika,  narratív identitás, az önéletírás filozófiai problémaköre is kutatási területei közé tartozik.

## Nemzetközi tudományos együttműködés
Az 1990-es években főleg német nyelvterületeken tett tanulmányutakat, vett részt konferenciákon és volt meghívott előadó. 1993-ban hat hónapig volt Jan Patocka Junior Visiting Fellow a bécsi Institut für die Wissenschaften vom Menschenben.
1994-ben Mellon ösztöndíjjal járt a wolfenbütteli Herzog August Bibliothek-ban. A Mellon-ösztöndíj óta folyamatosan részt vesz itteni szimpozionokon; 2001 júliusában maga szervezte meg azt a konferenciát, amelyen magyar, német, belga és kanadai kutatók elemezték a hellenizmus hatását a kora újkori filozófiára.
1997-ben elnyerte a Széchenyi Professzori Ösztöndíjat. 1999 májusában Dijonban a Burgundiai Egyetem Filozófia Intézetében tartott vendégprofesszori kurzust. Magyar, francia, holland és osztrák kutatók részvételével szervezte meg 1999 őszén Budapesten Az ész és az affektusok százada című konferenciát.
A 2000-es években számos nyugat-európai, amerikai, közel-keleti, ausztráliai város egyetemein, filozófiai intézeteiben tartott előadásokat kutatási területéről, köztük Berlinben (Humboldt-Egyetem, Freie Universität), Wolfenbüttelben (Herzog August Bibliothek), Lipcsében (Spinoza-Kongresszus), Wuppertalban (Wuppertali Egyetem), Bonnban (a Német Filozófiai Társaság kongresszusán), Essenben (ESEMP-kongresszus), Párizsban (Descartes-Kongresszus, francia-magyar filozófus-találkozók), Dijonban (Université de Bourgogne), Poitiers-ban (Poitiers-i Egyetem), Rotterdamban (Erasmus Egyetem), Nijmegenben (Radboud Egyetem), Leuvenben (Katolikus Egyetem), Torontóban (Descartes-konferencia), Jeruzsálemben (Spinoza 2000 kongresszus), Kolozsvárott (Babeș–Bolyai Tudományegyetem), Nagyváradon (Partiumi Keresztény Egyetem), Sydney-ben (ISIH-kongresszus a University of Sydney és a University of New South Wales szervezésében), Montréalban (Leibniz-konferencia), New Yorkban (City University of NY, Graduate Center; APA Eastern Division, Annual Meeting 2009), Seattle-ben (George Washington Egyetem). 2016 óta rendszeresen tart előadásokat, szemináriumokat vezető kínai egyetemeken (Fudan Egyetem Sanghaj, Pekingi Egyetem, CUHK, Nanjingi Egyetem, s továbbiak)

## Családja
1982-ben Jakab Edittel kötött házasságából egy fiúgyermek, Boros Gábor Péter született.

## Művei (válogatás)

### Kötetek
- Heilsfragment. Rekonstruktion der Spinozanischen Ethik; MTA Filozófiai Intézet, Bp., 1990 (Doxa library)
- Spinoza és a filozófiai etika problémája, Atlantisz Könyvkiadó, Budapest, 1997, ISBN 963 7978 78 x,  244 p.[2]
- René Descartes. Budapest : Áron, 1998. 322 p.[3]
- A mozgástörvényektől Isten értelmi szeretetéig. A morális univerzum kitágulása a mechanikai filozófiában. Budapest : Áron, 2003. 296 p.[4]
- Leibniz gyakorlati filozófiája. Máriabesnyő-Gödöllő : Attraktor, 2009. 167 p.
- Descartes és a korai felvilágosodás; Áron, Budapest: 2010
- A szeretet, szerelem filozófiája. Szisztematikus-történeti tanulmányok; Budapest: ELTE Eötvös Kiadó, 2014
- 爱的概念 (A szerelem filozófiai fogalmai); Sanghaj: People's Press, 2018, 168 p
- The Culture of Love in China and Europe; (Paolo Santangelóval közösen) Leiden: Brill, 2019, 833 p.
- Módszer, metafizika, emóciók. Megújuló alapvetés, affektív közösségalkotás a 17. századi filozófiában; Budapest: Akadémiai Kiadó, 2020, 250 p.
- Georg Misch és az önéletírás; Budapest: Károli Könyvek - L'Harmattan, 2021, 195 p.

### Szerkesztések
- Methoden der Forschung und die Wahrheit des Geschichtlichen. Festschrift für Gyula Munkácsy den Sechzigjährigen; szerk. Boros Gábor; MTA Filozófiai Intézet, Bp., 1989
- Spinoza-tanulmányok; szerk. Boros Gábor; Áron, Bp., 1994 (Tények és érvek)
- Kortársunk, Descartes; szerk. Boros Gábor, Schmal Dániel; Áron, Bp., 2000
- Individuum, közösség és jog Spinoza filozófiájában; szerk. Boros Gábor; Áron, Bp., 2000
- Ész és szenvedély. Filozófiai tanulmányok a XVII-XVIII. századról; szerk. Boros Gábor; Áron, Bp., 2002
- Wolfgang Röd: Hagyomány és újítás a filozófiában. Budapest: Áron, 2003., 386 p.
- A szubjektum problémája. Kortárs fenomenológiai tanulmányok; szerk. Boros Gábor, Ullmann Tamás; Tudástársadalom Alapítvány, Csömör, 2004 (Világosság könyvek)
- Politikai teológia történeti perspektívában. Filozófia, politika, teológia a XVII-XVIII. században; szerk. Boros Gábor; Tudástársadalom Alapítvány, Csömör, 2006 (Világosság könyvek)
- A XVII. századi filozófia antológiája; szerk. Boros Gábor; Áron, Bp., 2006
- Filozófia; főszerk. Boros Gábor; Akadémiai, Bp., 2007 (Akadémiai kézikönyvek)
- The concept of love in 17th and 18th century philosophy; szerk. Boros Gábor, Herman De Dijn, Martin Moors; Eötvös University Press–Leuven University Press, Bp.–Leuven, 2007
- Reneszánsz filozófia Ficinótól Campanelláig. Budapest : Tudástársadalom Alapítvány – Német-Magyar Filozófiai Társaság, 2009. (Világosság Könyvek – NMFT Közlemények 4. szám)
- Fischer Antal – Anton Fischer élete és a Bécsi Kör filozófiájához fűződő kapcsolata; szerk. Boros Gábor; NMFT, Bp., 2009 (Mitteilungen der Deutsch-Ungarischen Gesellschaft für Philosophie)
- A hetvenes évek filozófiai lehetőségei és valósága; szerk. Boros Gábor; L'Harmattan–NMFT, Bp., 2010 (NMFT közlemények)
- A korai felvilágosodás filozófiai antológiája; szerk. Boros Gábor, Gulyás Péter, Szalai Judit; Áron–Brozsek, Bp., 2011
- Az érzelmek filozófiája. Szisztematikus-történeti tanulmányok; szerk. Boros Gábor, Szalai Judit; L'Harmattan–NMFT, Bp., 2011 (Dasein könyvek)
- Filozófia, tudás, szociológia. Előadások Berlinben és Budapesten; szerk. Boros Gábor, Olay Csaba, Tilmann Reitz; NMFT, Bp., 2012 (A Német-Magyar Filozófiai Társaság közleményei)
- Szenvedély, szerelem, narrációk. Filozófiai és pszichológiai tanulmányok; Budapest: ELTE Eötvös Kiadó, 2014 (Világosság könyvek)

### Tudományos közlemények
- Hobbes, Spinoza és a politikai teológia. in: Kellék 17. szám (2001) 81-124.
- Descartes, Molière, Heidegger – a szeretet mechanikai paradigmája. in: Pro Philosophia Füzetek, 35., 89-102.
- Nyelv és ész Locke és Leibniz morálfilozófiai vitájában in: Neumer Katalin (szerk.): Nyelvfilozófia Locke-tól Kierkegaard-ig. Budapest: Gondolat, 2004., 45-56.
- Teljes lista az MTMT-ben: https://m2.mtmt.hu/gui2/?type=authors&mode=browse&sel=10004244&paging=1;20

## Tudományos tisztségek (válogatás)
- MTA TMB Filozófiai Bizottságának tagja (1994-95);
- Bolyai-ösztöndíj kuratóriumának tagja 2003. óta;
- MTA Filozófiai Bizottság tagja 2002 óta, 2006-tól közgyűlési doktorképviselő;
- MAB Nyelvészeti és Filozófiai Albizottságának társelnöke (2004-06);
- A cogito-díj kuratóriumának tagja 2004. óta;
- OTDK Filozófia zsűri elnöke 2004 óta;
- MTA II. Osztály Filozófiai Bizottságának elnöke 2009. május óta

## Társasági tagság (válogatás)
- Magyar Filozófiai Társaság 1995 októbertől elnökségi tag (közben 1995 októbertől 1996 októberig a Filozófiatörténeti szakosztály titkára);
- A Német-Magyar Filozófiai Társaság elnöke 2007 óta;
- Tagja több nemzetközi filozófiai társaságnak, köztük a hágai székhelyű Het Spinoza-Huis társaságnak, a Deutsche Spinoza-Gesellschaftnak, az Allgemeine Deutsche Gesellschaft für Philosophie-nak és az International Society for Intellectual History-nak.

## Díjak, elismerések (válogatás)
- Széchenyi-díj (2009)